# Centerville (Iowa)
Centerville es una ciudad situada en el condado de Appanoose, en el estado de Iowa, Estados Unidos. Según el censo de 2010 tenía una población de 5.528 habitantes.

## Geografía
Según la Oficina del Censo de los Estados Unidos, la localidad tiene un área total de 12,68 km², la totalidad de los cuales 12,68 km² corresponden a tierra firme.

## Demografía
Según el censo de 2010, había 5528 personas residiendo en la localidad. La densidad de población era de 435,96 hab./km². Había 2838 viviendas con una densidad media de 223,82 viviendas/km². El 96,54% de los habitantes eran blancos, el 0,92% afroamericanos, el 0,36% amerindios, el 0,34% asiáticos, el 0,02% isleños del Pacífico, el 0,29% de otras razas, y el 1,52% pertenecía a dos o más razas. El 1,92% de la población eran hispanos o latinos de cualquier raza.